# Aleksanteri Toivola
Aleksanteri Toivola (ur. 4 marca 1893 w Wyborgu, zm. 27 sierpnia 1987 w Helsinkach) – fiński zapaśnik, srebrny medalista olimpijski z igrzysk olimpijskich w 1924 w Paryżu.

## Życiorys
Walczył w stylu klasycznym. Brał udział w dwóch igrzyskach olimpijskich (1924 w Paryżu i 1928 w Amsterdamie), medal w 1924 zdobył w wadze piórkowej (do 62 kg), za swym rodakiem Kalle Anttilą. Zdobył srebrny medal mistrzostw świata w 1921 w tej kategorii wagowej, również przegrywając z Antillą.
Wicemistrz kraju w 1923 i 1932; trzeci w 1928 roku.

## Letnie Igrzyska Olimpijskie 1924
| Konkurencja          | Rundy eliminacyjne    | Rundy eliminacyjne    | Rundy eliminacyjne        | Rundy eliminacyjne     | Rundy eliminacyjne       | Rundy eliminacyjne | Rundy eliminacyjne    | Rundy eliminacyjne    | Klas. końcowa |
| Konkurencja          | Przeciwnik I          | Przeciwnik II         | Przeciwnik III            | Przeciwnik IV          | Przeciwnik V             | Przeciwnik VI      | Przeciwnik VII        | Przeciwnik VIII       | Miejsce       |
| -------------------- | --------------------- | --------------------- | ------------------------- | ---------------------- | ------------------------ | ------------------ | --------------------- | --------------------- | ------------- |
| 62 kg styl klasyczny | Peter Eriksen (DEN) Z | Karl Mezulian (AUT) Z | František Dyršmíd (CSK) Z | Aage Torgensen (DEN) Z | Fritiof Svensson (SWE) Z | wolny los          | Erik Malmberg (SWE) Z | Kalle Anttila (FIN) P |               |

## Letnie Igrzyska Olimpijskie 1928
| Konkurencja          | Rundy eliminacyjne           | Rundy eliminacyjne   | Rundy eliminacyjne | Rundy eliminacyjne    | Klas. końcowa |
| Konkurencja          | Przeciwnik I                 | Przeciwnik II        | Przeciwnik III     | Przeciwnik IV         | Miejsce       |
| -------------------- | ---------------------------- | -------------------- | ------------------ | --------------------- | ------------- |
| 62 kg styl klasyczny | Johannes Nolten, Jr. (NED) Z | Roger Mollet (FRA) Z | Erik Malmberg P    | Ernst Steinig (GER) P | 6.            |